# جاتیو سنگشاد بهابان
جاتیو سنگشاد بهابان یا کاخ مجلس ملی بنگلادش (به انگلیسی: National Assembly of Bangladesh) (زبان بنگالی: জাতীয় সংসদ ভবন
ساختمان مجلس قانونگذار بنگلادش است که در شهر داکا واقع شده‌است این ساختمان توسط لوئی کان معمار بین‌المللی طراحی شده‌است این ساختمان جایزه معماری آقا خان سال ۱۹۸۹ را دریافت کرد.

## نگارخانه

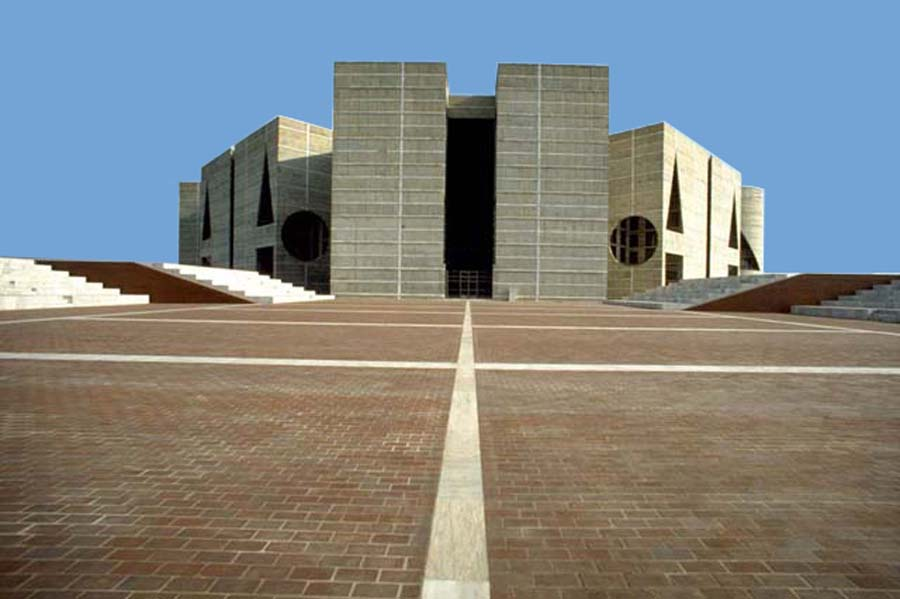
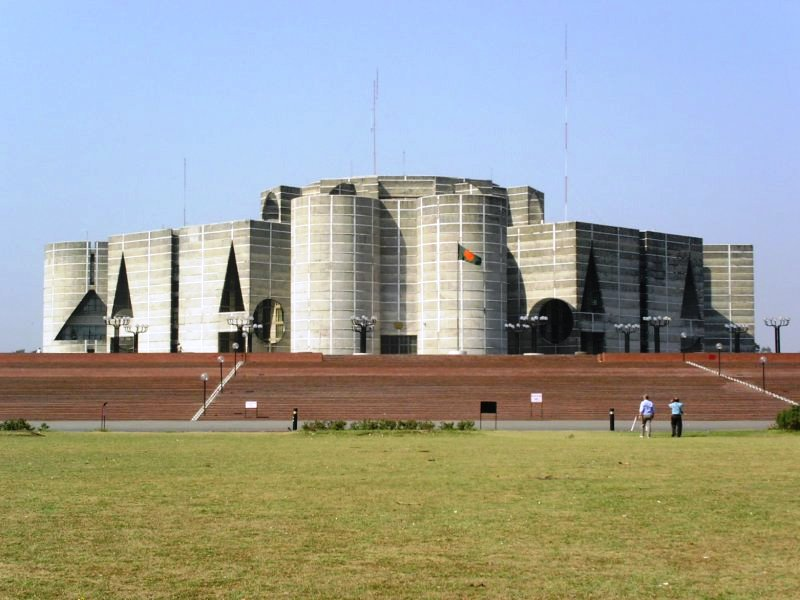
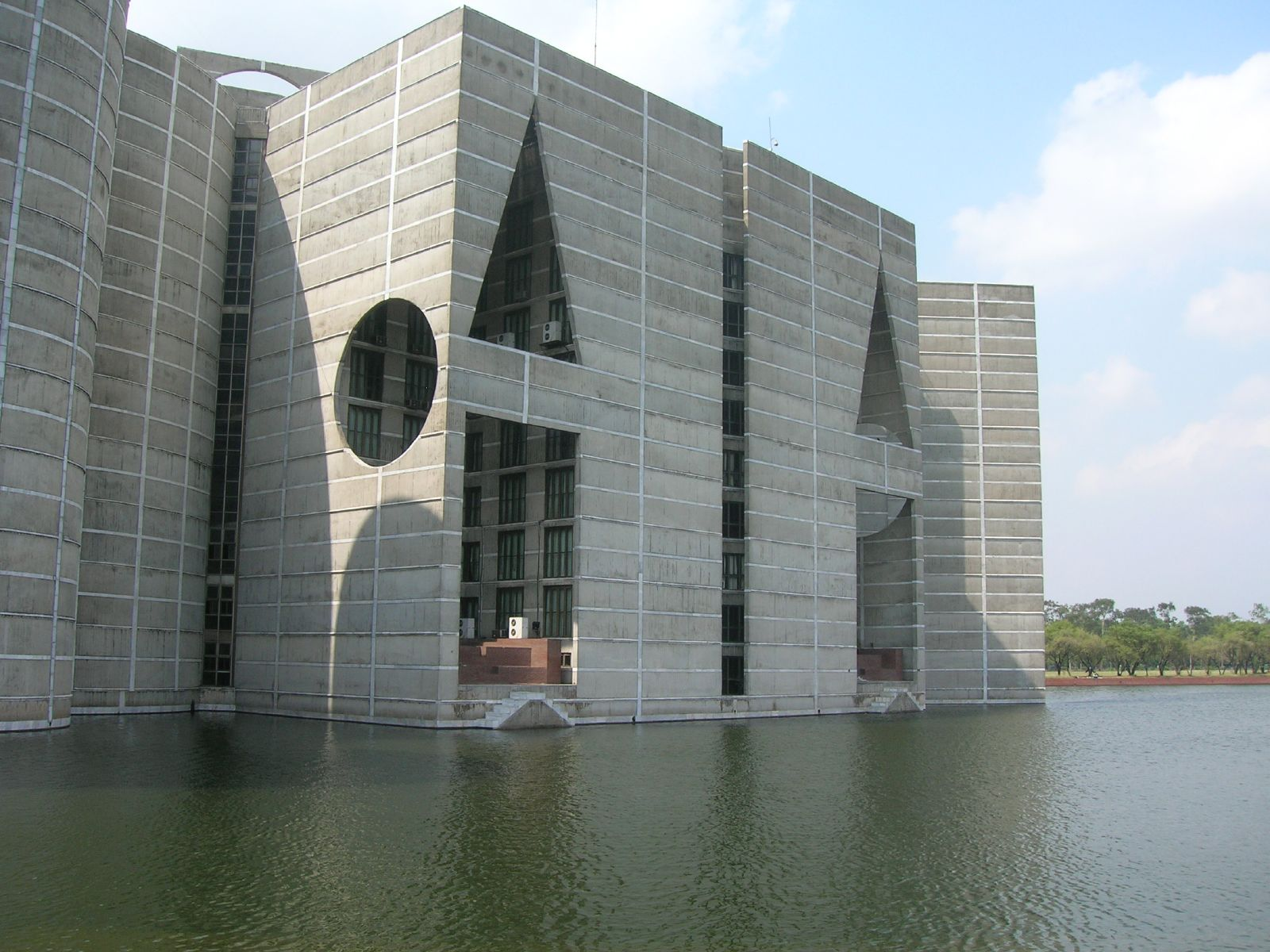
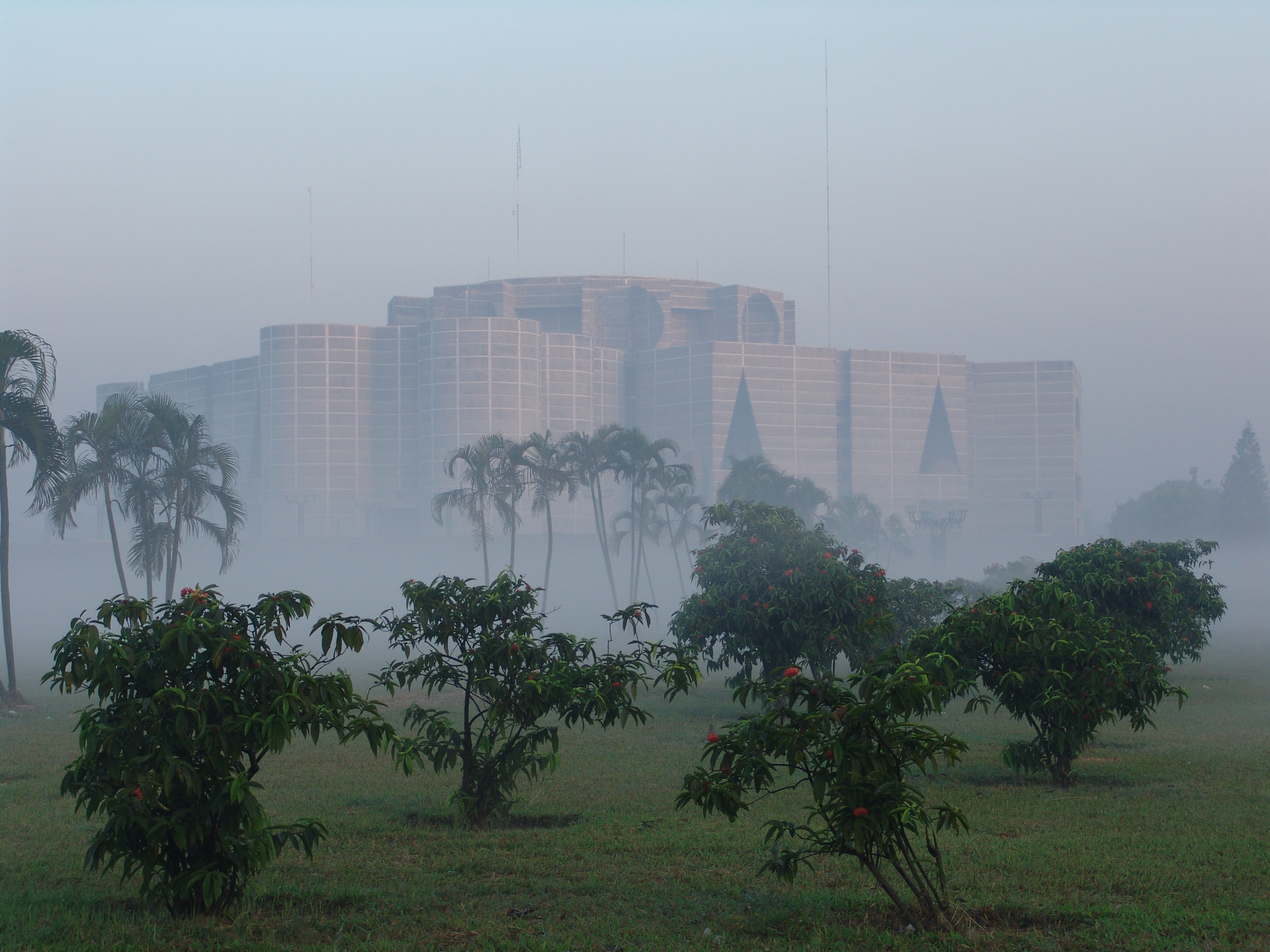
View at sunrise
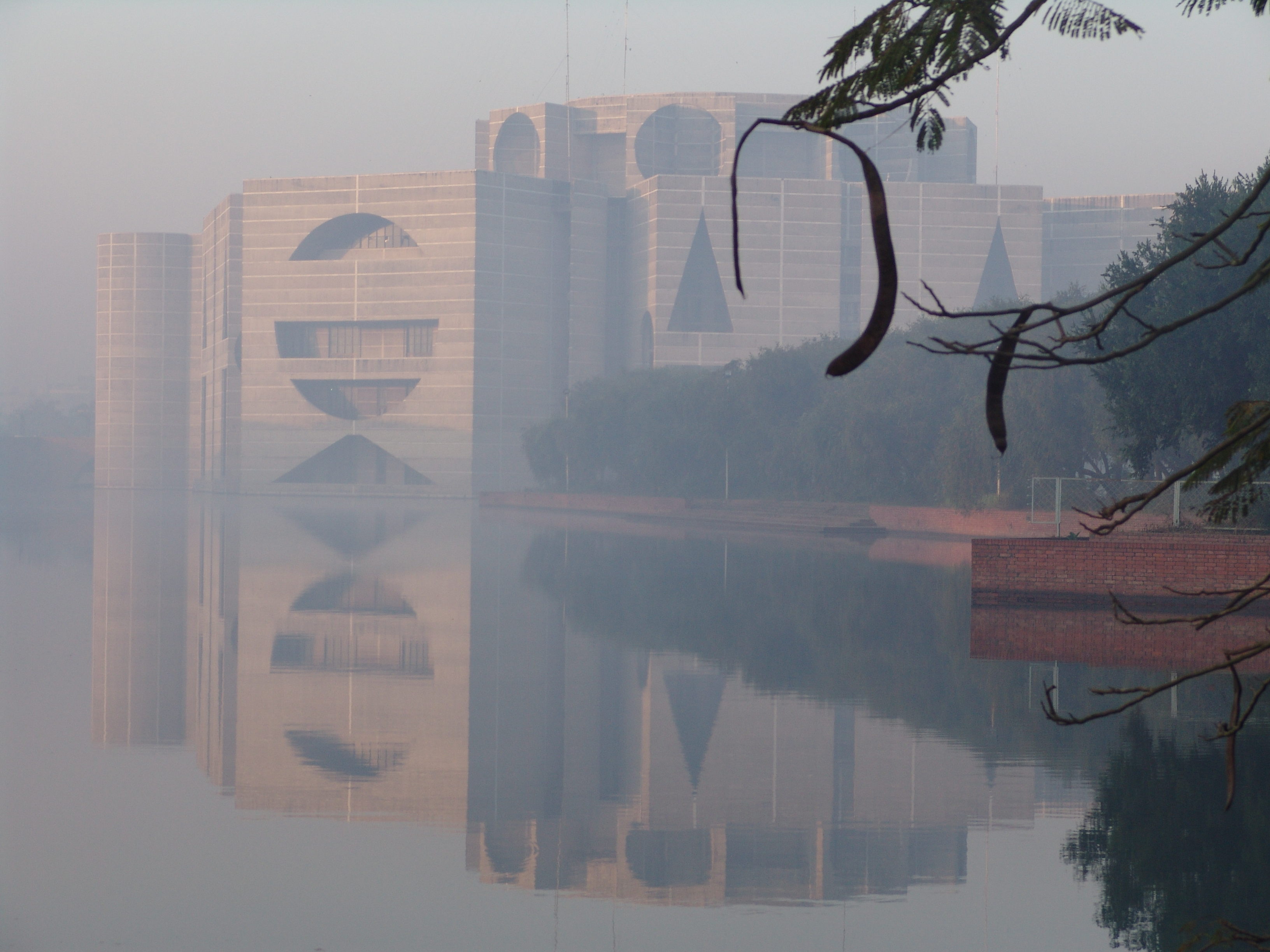
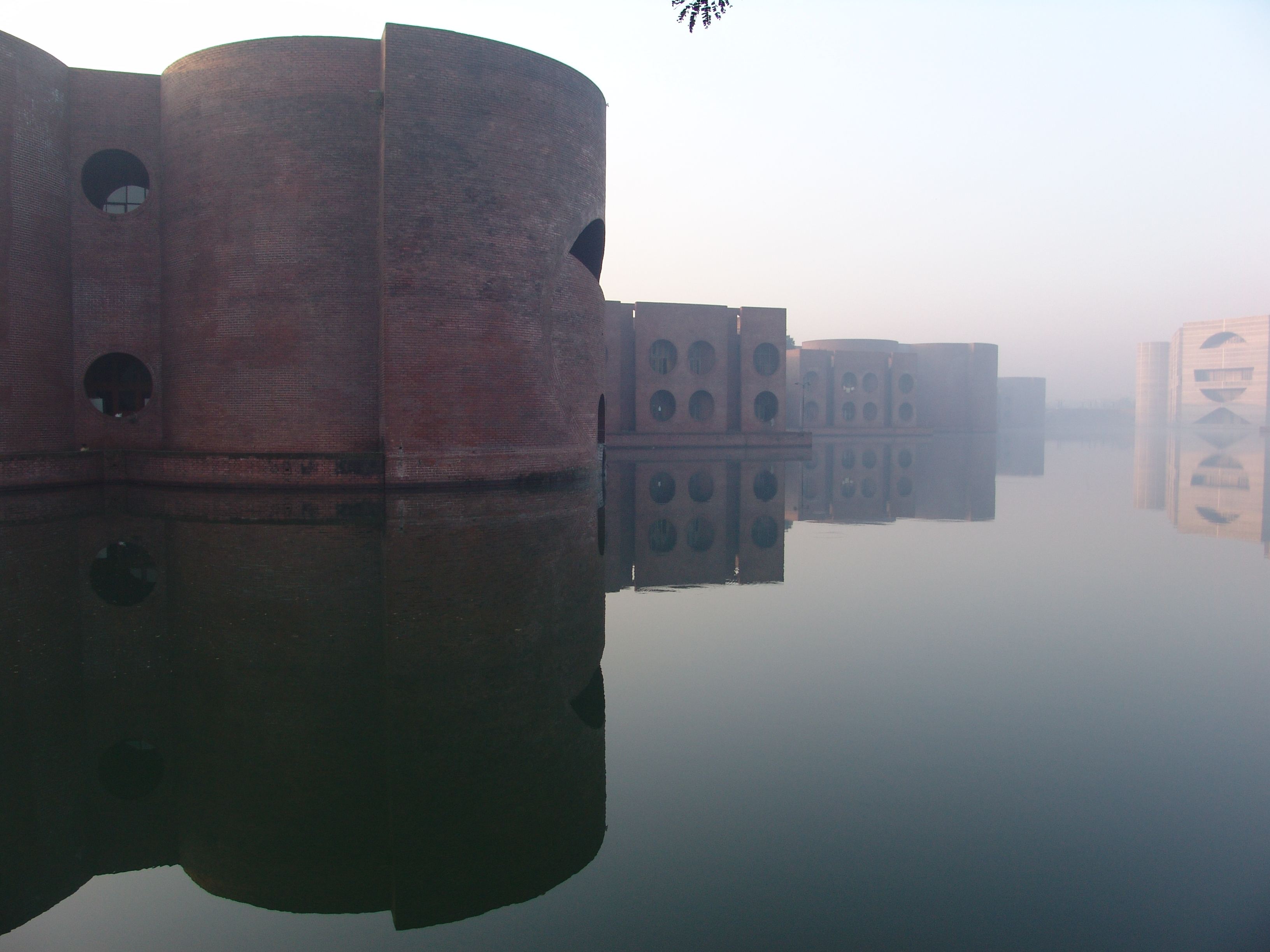
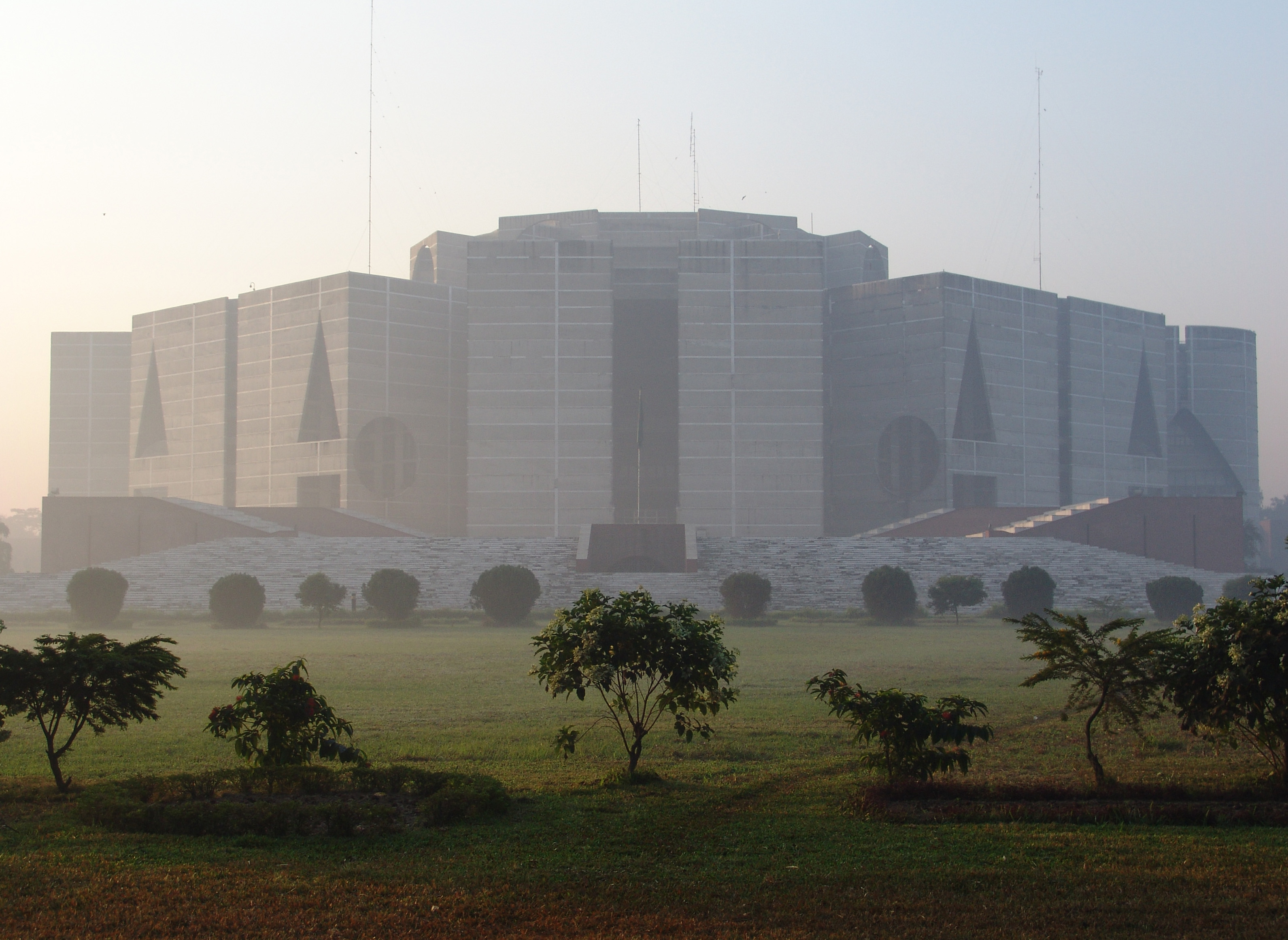
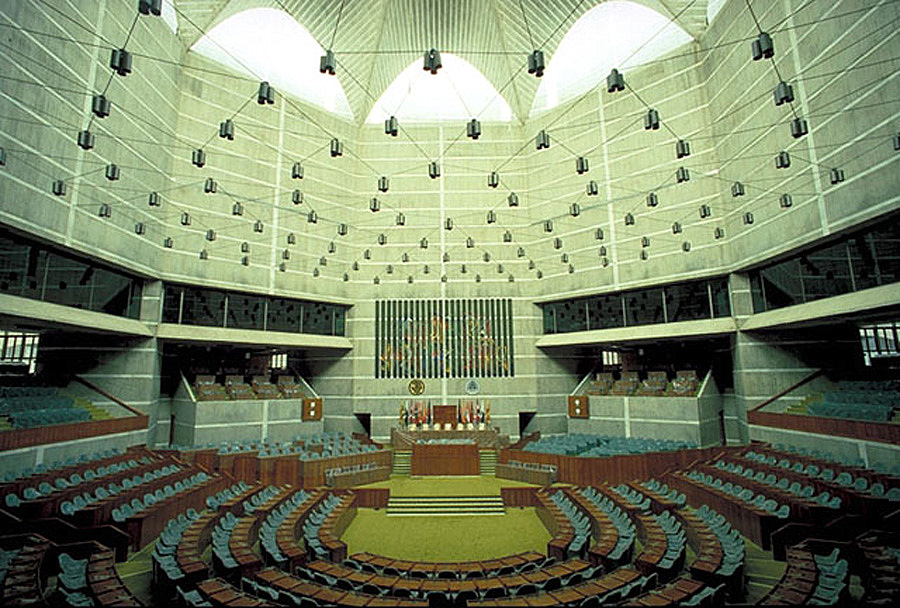
Assembly Hall
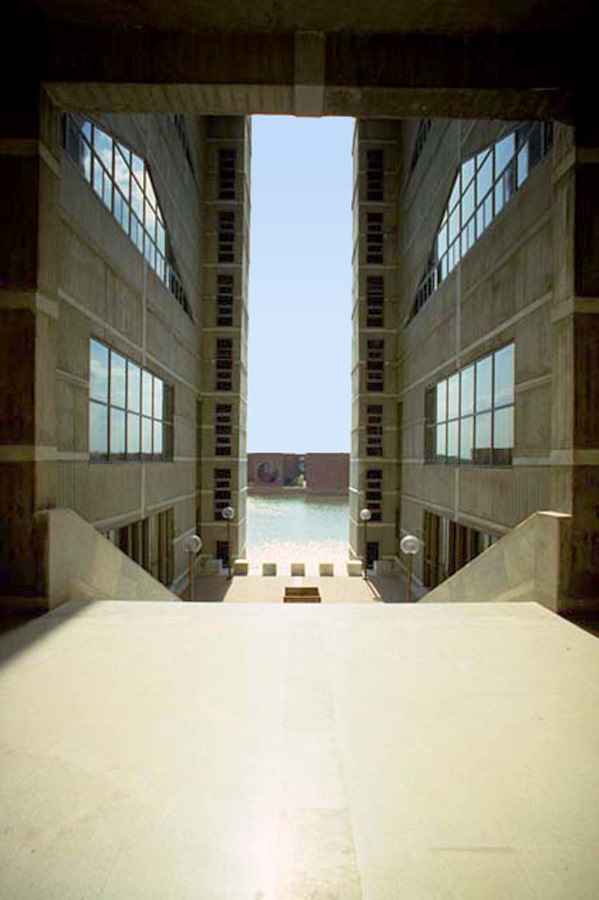
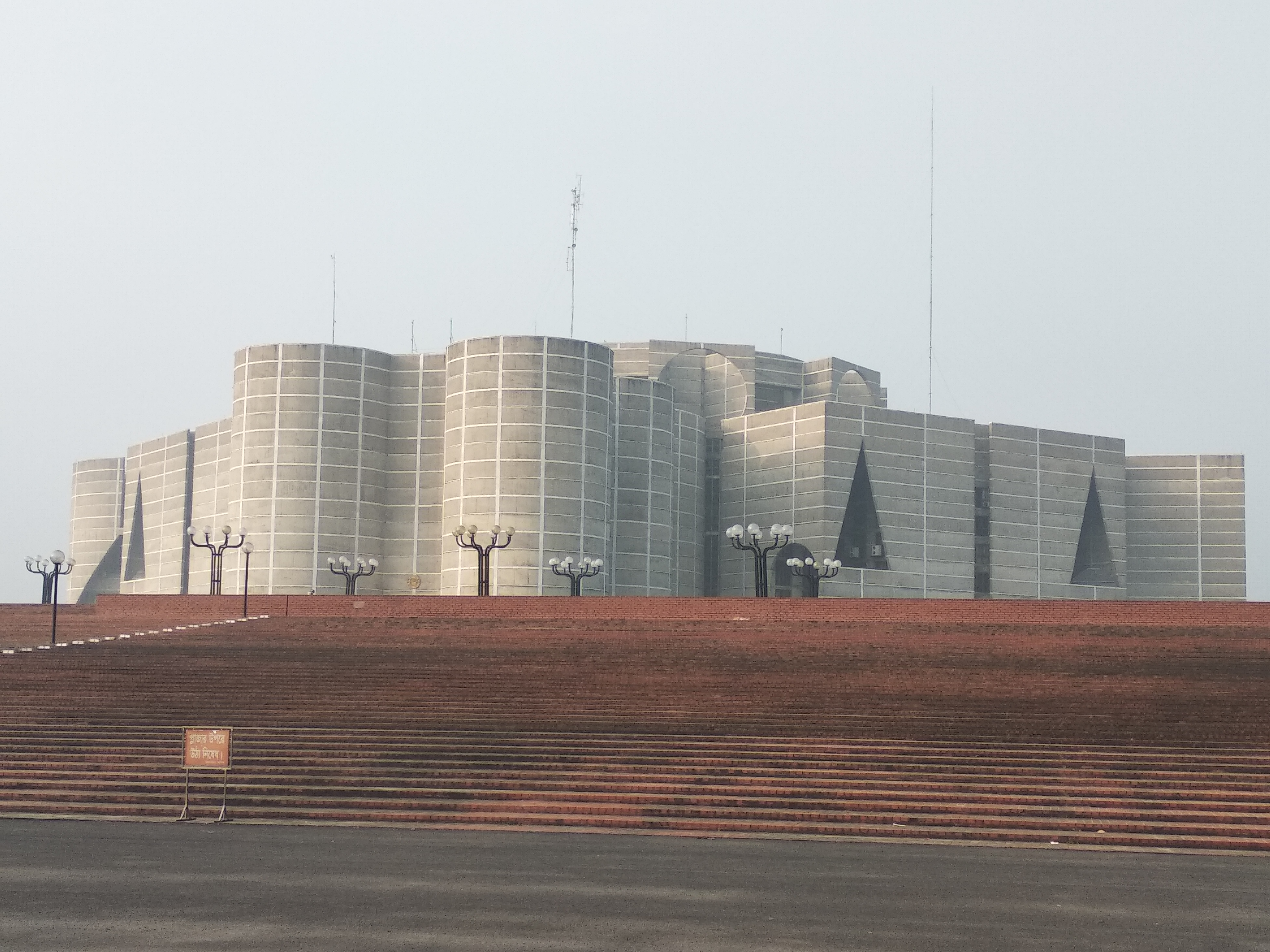